# Медковец
Медковец (болг. Медковец) — село в Болгарии. Находится в Монтанской области, входит в общину Медковец. Население составляет 1 903 человека.

## Политическая ситуация
Медковец подчиняется непосредственно общине и не имеет своего кмета.